# S-端子

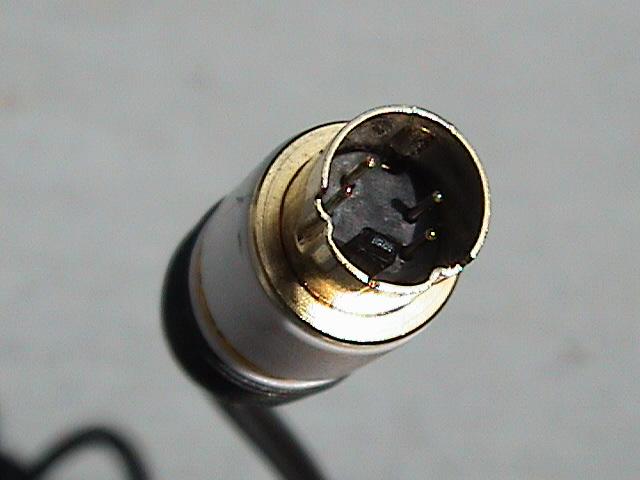
一個基本的四針的S-端子連接線。

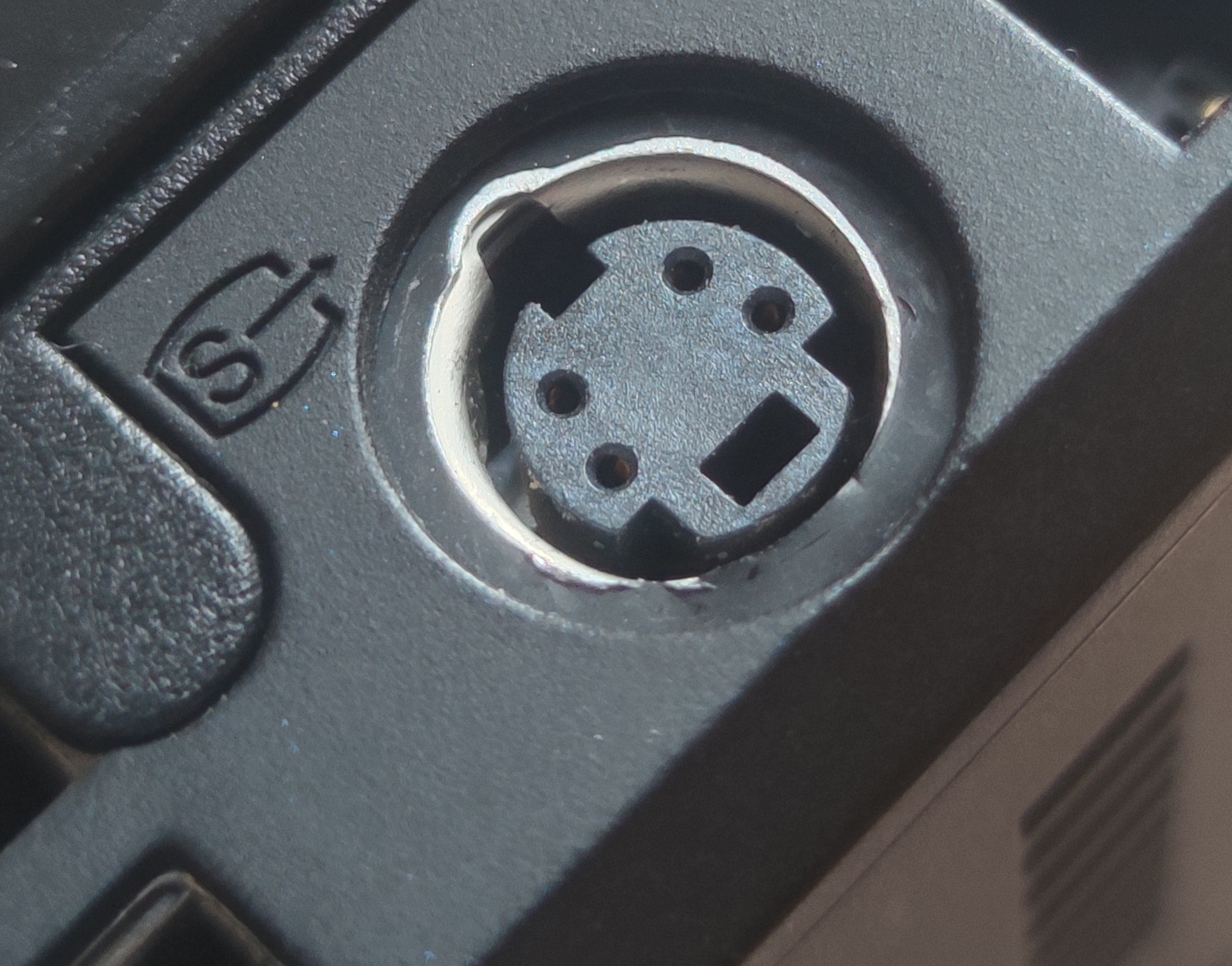
一个四针S-端子接口

S-端子（英語：S-Video），或稱「獨立視訊端子」 ，而當中的S是“Separate”的簡稱。也稱為Y/C（或误称为S-VHS或「超級端子（Super Video）」）。它是將影像數據分成兩個單獨訊號（光亮度和色度）進行傳送的模擬訊號，不像複合影像訊號（composite video）是將所有訊號打包成一個整體進行傳送。
S-端子支援480i或576i解析度。

## 概述

（a）Y/C的合成訊號、
（b）是S-端子的獨立信號。

S-端子的光亮度（Y; Luminance，亮度）訊號和調製色度（C; Chrominance，色彩）訊號由獨立電線或電線組傳送。
在大部份傳統影像器材上，是一種可以不太高的價格，換取大幅畫質改善的方法。
在合成影像，光亮度的訊號經由低通濾波器排除高頻的色度訊號，因高頻率的色度訊號及光亮度訊號一部分是重疊的。而S-端子把兩種訊號分開，這種就不用把經由低通濾波器取出光亮度的訊號。這樣可以給予光亮度的訊號有更大的頻寬，也解決了訊號重疊的問題。因此，受干擾的點陣訊號被排除。這表示S-端子能從完整原先的影像訊號轉送比合成訊號更多的訊息，因此與合成影像相比，S-端子更有效使圖像在低失真的情況下，原畫再生。
與一般複合影像訊號相比，S-Video可明顯改善解像度，並能大幅減少複合影像訊號的虹邊蠕動，及改善色彩邊緣溢色。
S-Video效果優於複合影像訊號，其差距非常明顯。但相較如RGB或YPbPr來的差，只不過其距異較小(指標準SD解像度時)。
與類比色差影像訊號（YPbPr）或RGB訊號相比，S-Video的缺點主要是不支援高解析度（HD）規格，以及仍然有微量邊緣溢色的情形發生（特別是紅色及橘色）。
但由於不是所有器材都擁有類比色差或RGB端子，特別是在原本就沒有支援HD規格的器材上，這些缺點就不是那麼的明顯了。
S-Video與這些更高階色差影像的差別在於，S-Video的色度訊號（C訊號）的調變與解碼方式，仍與複合影像訊號的色度部份相同，維持了NTSC、PAL或SECAM的方式。
所以僅管亮度訊號解像度提升了，彩色部份的解像度仍然與複合影像訊號相同，受限於彩色調變的制式。也因為著色解像度低於影像輪廓的解像度，導致邊緣有微量溢色的情形。
不過S-Video此種溢色與複合影像訊號的虹邊蠕動不同，是靜止不會爬行蠕動的。加上人眼對著色部分的解像度並不敏感，所以這種缺點並不十分明顯。

## 連接器
目前S-Video的訊號一般採用4 接腳（pin）的mini-DIN連接端子，終端阻抗須為75歐姆，除此之外與一般mini-DIN線材無異（如Apple所使用之ADB），當沒有S-Video專用線材時，這些mini-DIN線材都可以當成S-Video訊號傳輸之用，但畫面品質可能沒有原本的那樣好。

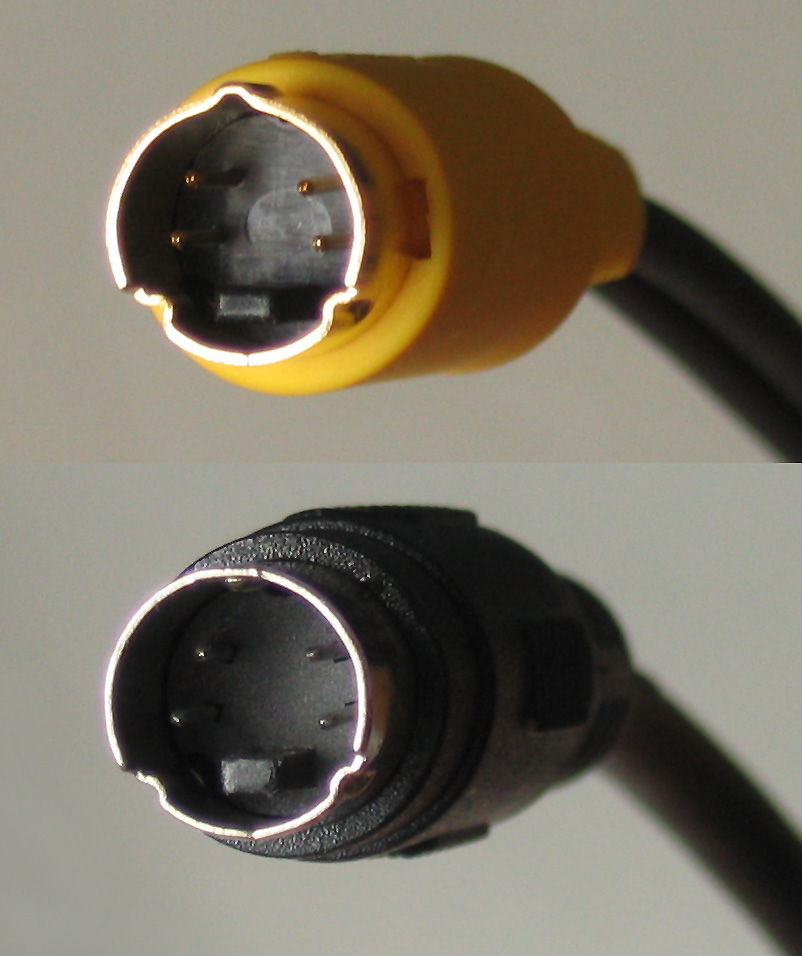
S-Video端子凸起形狀的比較

注意一般日本規格的S-Video端子凸起(或者說缺口)是朝內，但有些日本以外的地區有凸起朝外的S-Video端子
通常，凸起朝外的4 pin mini-DIN母座是全金屬罩包覆的，較常出現在電視盒、投影機等裝置。
凸起朝內的母座通常是沒有金屬罩包覆的，但常帶有端子插入檢知的功能，一般電視多用這種。
如果硬是將凸起朝外的線材插進缺口朝內的母座，可能造成損壞，要注意。
但將凸起朝內的線材插進缺口朝外的母座，通常沒有什麼問題。
mini-DIN的接腳很脆弱且容易變形彎曲，進而造成色彩或其他訊號的損毀或遺失。變形彎曲的接腳可以再將之調整為原本的形狀，但此舉亦可能造成更進一步的損傷或接腳斷裂。
在mini-DIN接頭標準化之前，S-Video訊號經常採用不同類型的接頭，例如在1980年代Commodore 64家用電腦的時代，S-Video的輸出線材大部分採用8針DIN的電腦端接頭與一對RCA的螢幕端接頭。S-Video是筆記型電腦最常使用的影像輸出端子，然而許多具有S-Video輸出的裝置也都有複合（合成）輸出端子。
S-Video 可以經由SCART接頭傳送。但因為它並不是SCART標準一部份，所以並非所有的SCART兼容設備都支援。另外，在使用SCART時S-Video和RGB只能使用其中一個。這是由於S-Video實作所使用的針腳原本是分配給RGB的。

## 常規S-端子插孔
| 針口插孔 | 簡稱 | 用途               |
| -------- | ---- | ------------------ |
| 1        | GND  | 地線 (Y)           |
| 2        | GND  | 地線 (C)           |
| 3        | Y    | 亮度 (Luminance)   |
| 4        | C    | 色度 (Chrominance) |

## 應用
S-Video在美國、加拿大、澳洲、日本等地方相當普及，原本是用在一些家用電視、DVD播放機、高階（high-end）錄影機、數位電視接收器、DVR與電視遊樂器等。
幾乎所有的電視影像輸出器材(除了VHS、部份LD播放機及廉價裝置，或類比機上盒)連接端子都會有S-Video端子輸出，甚至在歐洲也有使用S-Video（歐洲因為偏好使用SCART所提供更高品質的RGB訊號，而使得S-Video無法完全標準化）。
約1990年後，美國地區銷售的主流以上電視機，除了小型或廉價機種，通常有至少1組或2組S-Video輸入(第2組常設在前方)。
而日本地區銷售的主流以上電視機，則常多達3組S-Video輸入。
個人電腦上，直至2009年左右為止，顯示卡的TV OUT也常使用S-Video端子，或者一種可直接相容S-Video端子及類比色差影像訊號的7 Pin或9 Pin的Mini-DIN端子，直到HDMI真正普及。

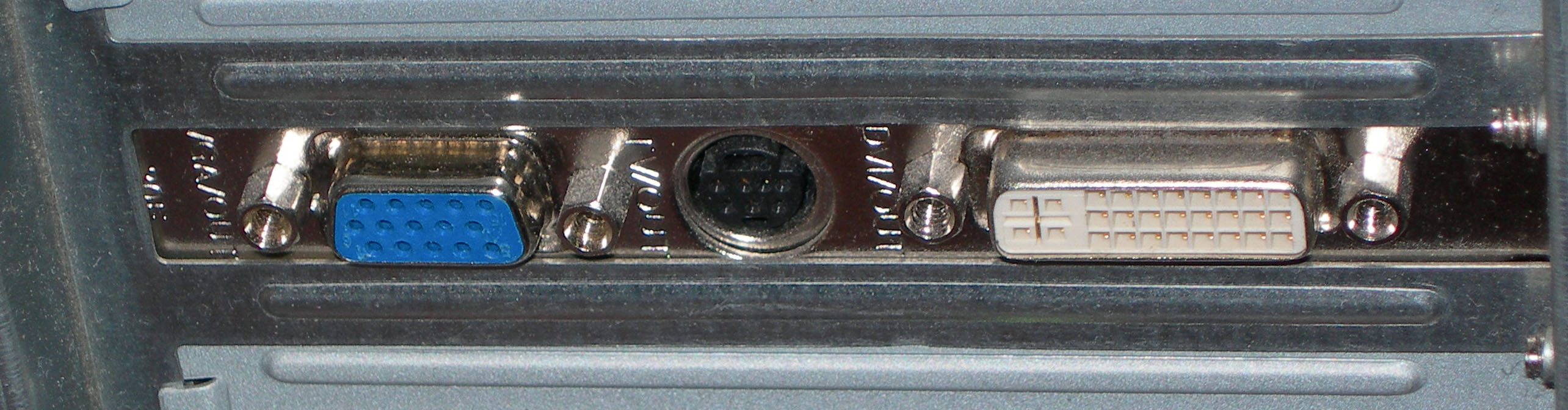
電腦顯示卡的7 Pin TV OUT端子(中間)，可直接相容插入S-Video端子不需轉換

某些特別便宜的S-Video線材當傳送距離超過5米的時候，輸出效果會開始接近複合影像訊號品質（由於便宜線材Y/C訊號間未徹底屏蔽，造成串話）。
因為將S-Video轉為合成訊號訊號十分容易，因此許多電子零售商皆有提供訊號轉換所使用的轉接器。訊號轉換主要在於讓原本沒有S-Video的裝置可以彼此進行連接，但此法僅能提供複合影像訊號品質。
S-Video因為當制定時規格的關係，無法應用高解析度（HD）的影像訊號。所以高解析度的訊號，通常都必需以類比色差影像訊號或是數位的方式連接到顯示螢幕（數位通常採用HDMI或DVI端子）。
S-Video在VCR及LD播放機的應用情形上有點特殊，最初S-Video是設計給Super VHS所使用的一種高頻寬影像連接端子，而且對其他大多數消費型裝置也是採用相同的設計理念，並延續到DVD格式的崛起。許多數位、Hi-8與S-VHS-C攝錄影機皆支援S-Video輸出，但標準VHS的VCR及LD播放機卻無法提供高解析度的訊號以滿足S-Video端子，這是因為VHS及LD原本就是直接以Y/C訊號混合（
複合影像）的型式記錄於媒體上。所以大多數的裝置包括已經結合DVD播放器的裝置（具有S-Video或色差輸出），VHS的部分影像訊號仍需要從複合影像訊號或RF端子輸出。
另外，使用LD播放機時，以S-Video端子連接品質未必會優於複合影像訊號，這是由於LD播放機內部也是從複合影像分離出Y/C訊號。若電視機內的Y/C分離電路比較先進時（如2線/3線/3D自適型Y/C分離器等），則採用複合影像訊號連接可能反而有較佳品質。
注意的是S-端子不能傳送聲音的訊號。因此，還需要一組單獨的音頻連接線。

## 外部連結
- Schematics of S-Video cables（英文）
- S-Video pinout（页面存档备份，存于）（英文）